# Elxleben (Sömmerda)
Pour les articles homonymes, voir Elxleben.
Elxleben est une commune allemande de Thuringe, située dans l'arrondissement de Sömmerda.